# ネヴァンリンナ (小惑星)
ネヴァンリンナまたはネバンリンナ (1679 Nevanlinna) は、小惑星帯に位置する小惑星である。フィンランドの天文学者リイシ・オテルマがトゥルクで発見した。
フィンランド・ヨエンスー出身の数学者ロルフ・ネヴァンリンナから命名された。